# Károly Kisfaludy
Károly Kisfaludy (ur. 5 lutego 1788 w Tét; zm. 21 listopada 1830 w Peszcie) – węgierski dramaturg, jeden z ważniejszych poetów węgierskiego romantyzmu, brat Sándora Kisfaludyego. 
Był dyrektorem Węgierskiej Akademii Nauk. Uważany jest za prekursora węgierskiego teatru narodowego.